# Dagar som kommer och går
Dagar som kommer och går är ett studioalbum av det svenska dansbandet Kikki Danielssons orkester, tidigare "Kikki Danielsson & Roosarna", släppt 1998.
2012 syntes albumomslaget i reklamen för Samsung Galaxy S II.

## Låtlista
| Nr  | Titel                                                        | Låtskrivare                                          | Längd |
| --- | ------------------------------------------------------------ | ---------------------------------------------------- | ----- |
| 1.  | "Den enda sanna mannen"                                      | Lasse Holm, Gert Lengstrand                          | ?     |
| 2.  | "Mitt hjärta slår för dig"                                   | Mikael Wendt, Christer Lundh                         | ?     |
| 3.  | "En gång till"                                               | Michael Saxell                                       | ?     |
| 4.  | "Har du glömt" (duett: Kikki Danielsson-Kjell Roos)          | Jan Askelind, Christer Modig                         | ?     |
| 5.  | "Silverfallet"                                               | Mikael Wendt, Christer Lundh                         | ?     |
| 6.  | "Dagar som kommer och går"                                   | Carl-Henry Kindbom, Thomas Thörnholm                 | ?     |
| 7.  | "Ta en dag i taget"                                          | Carl-Henry Kindbom, Carl Lösnitz                     | ?     |
| 8.  | "Bara att se dig igen"                                       | E. Andersson, A. Johnson                             | ?     |
| 9.  | "Min egen väg"                                               | Lasse Holm, Ingela Forsman                           | ?     |
| 10. | "Varje gång det handlar om kärlek"                           | Ulf Georgsson                                        | ?     |
| 11. | "I morgondagens ljus"                                        | Mikael Wendt, Christer Lundh                         | ?     |
| 12. | "Tropical Depression"                                        | Alan Jackson, Jim McBride, Charlie Craig             | ?     |
| 13. | "Natten är vår"                                              | Thomas Haglund, Göran Lomæus, Tomas Höglund          | ?     |
| 14. | "When I Found You"                                           | Carl-Henry Kindbom, Carl Lösnitz, Per-Ola Pettersson | ?     |
| 15. | "Papaya Coconut (Come along)" (Kikki Danielsson & Dr. Alban) | Lasse Holm, Ingela Forsman, Dr. Alban                | ?     |

## Svensktoppen
- Titelspåret "Dagar som kommer och går", som handlar om att vara glad alla årstiderna på året och ta vara på tiden som ger fina minnen, testades på Svensktoppen den 2 januari 1999 [5], men misslyckades med att ta sig in [6]. Bandet tävlade också med låten i Dansbandslåten 1998 [7]

### Fotnoter
1. ↑  ”Danswebb”. Arkiverad från originalet den 22 mars 2012. https://web.archive.org/web/20120322235053/http://www.dans-web.nu/skivor/index.php?pid=view&ref_cd=166. Läst 9 juni 2011.
2. ↑  ”Aftonbladet”. 26 januari 1999. http://wwwc.aftonbladet.se/noje/kronikor/dans/dans990126.html. Läst 29 maj 2011.
3. ↑  Dansbandsbloggen 29 mars 2006 - Kikki Danielsson släpper ny CD Arkiverad 20 augusti 2010 hämtat från the Wayback Machine.
4. ↑  Information i Svensk mediedatabas.
5. ↑  Svensktoppen - 2 januari 1999
6. ↑  Svensktoppen - 9 januari 1999
7. ↑  Information i Svensk mediedatabas.